# Falla del motor

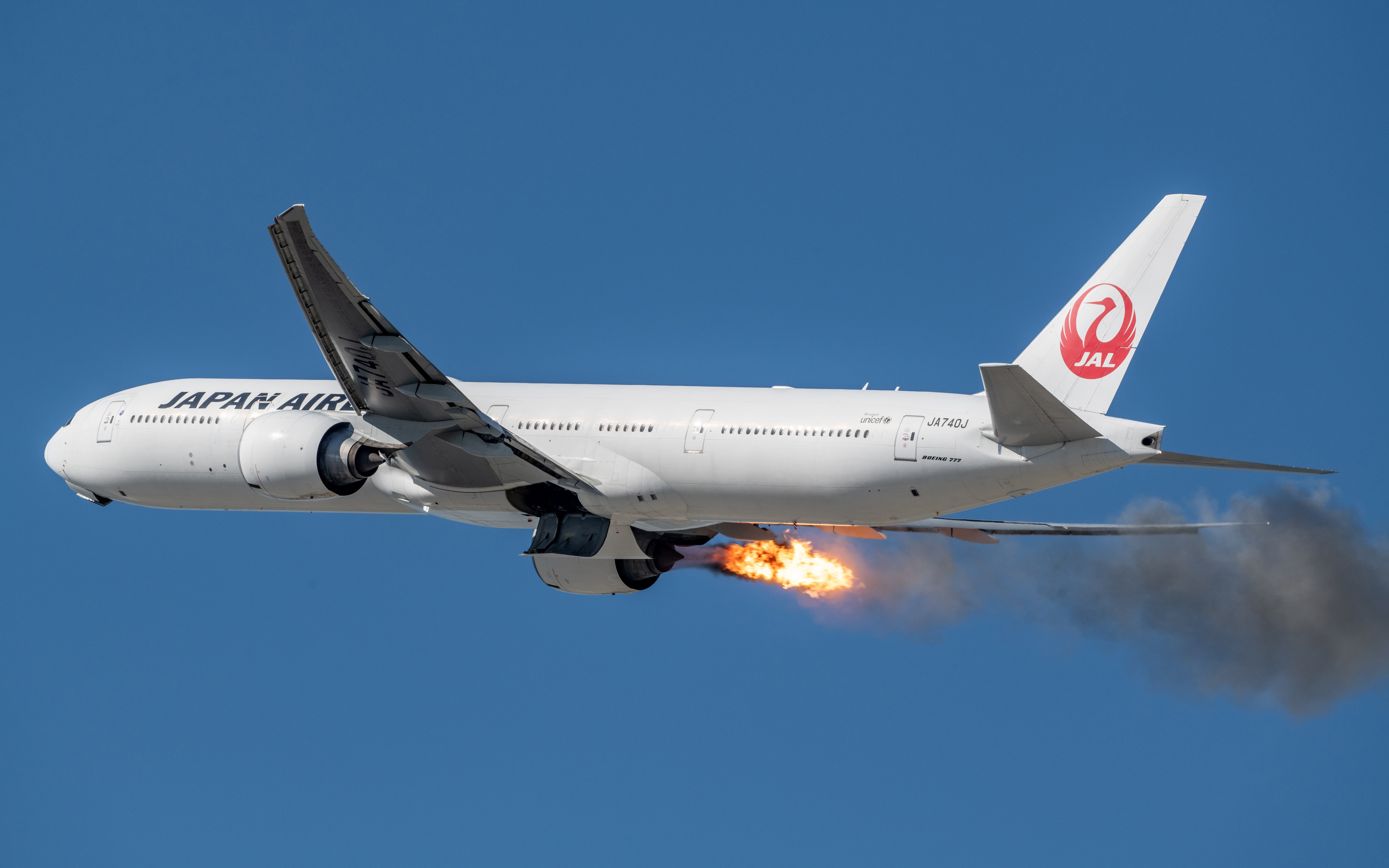
Un Boeing 777-300ER de Japan Airlines con un fallo del motor después de despegar en 2021.

Una falla del motor (en inglés: Turbine engine failure) es una de las causas más comunes de los accidentes e incidentes de aviación que ocurre cuando un motor de turbina o turbohélice deja de producir energía inesperadamente, esto debido a un mal funcionamiento, factores internos, un fallo de diseño o el impacto contra un determinado objeto.

## Fiabilidad
Los motores de turbina que se utilizan en las aeronaves propulsados por turbina de la actualidad son muy fiables. Los motores funcionan de manera eficiente con inspecciones y mantenimiento programados regularmente. Estas unidades pueden tener una vida útil que oscila entre las decenas de miles de horas de funcionamiento.  Sin embargo, ocasionalmente ocurren fallas o mal funcionamiento del motor que requieren que se apague el mismo en vuelo. Dado que los aviones multimotor están diseñados para volar con un motor inoperativo y los pilotos  están capacitadas para volar con un motor sin funcionamiento, el apagado de un motor en vuelo generalmente no constituye un problema grave de seguridad vuelo.
La Administración Federal de Aviación (FAA) fue citada al afirmar que los motores de turbina tienen una tasa de falla de uno cada 375.000 horas de vuelo, en comparación con uno cada 3.200 horas de vuelo para los motores de pistón de aeronaves.Debido a la "gran falta de información" de los fallos en vuelo de los motores de pistón de la aviación general (IFSD), la FAA no tiene datos confiables y evaluó la tasa "entre 1 por 1.000 y 1 por 10.000 horas de vuelo".Continental Motors informa que la FAA afirmaba que los motores de aviación general experimentan una falla o IFSD cada 10.000 horas de vuelo, y afirma que la falla de sus motores Centurion es de uno cada 20.704 horas de vuelo, reduciéndose a uno cada 163.934 horas de vuelo en 2013-2014.
El General Electric GE90 tiene una tasa de apagado en vuelo (IFSD) de uno por cada millón de horas de vuelo del motor. El Pratt & Whitney Canada PT6 es conocido por su confiabilidad con una tasa de apagado en vuelo de uno cada 333.333 horas desde 1963 hasta 2016, reduciéndose a uno cada 651.126 horas durante 12 meses en 2016.

### Aterrizaje de emergencia
Después de que se apaga un motor, se suele realizar un aterrizaje de emergencia con equipos de extinción de incendios y rescate del aeropuerto ubicados cerca de la pista. El aterrizaje rápido es una precaución contra el riesgo de que otro motor falle más tarde en el vuelo o que la falla del motor que ya se ha producido pueda haber causado o haber sido causada por otros daños o fallas aún desconocidas de los sistemas de la aeronave (como incendios o daños en los controles de vuelo de la aeronave) que puedan representar un riesgo continuo para el vuelo. Una vez que la aeronave aterriza, el personal del departamento de bomberos ayuda a inspeccionar la aeronave para asegurarse de que esté segura antes de que se desplace hasta su posición de estacionamiento.

### Rotor
Las aeronaves con turbohélice y los helicópteros con turboeje también están propulsados por motores de turbina y están sujetos a fallas de motor por muchas razones similares a las de los aviones con propulsión a reacción. En el caso de una falla de motor en un helicóptero, a menudo es posible que el piloto entre en autorrotación, utilizando el rotor sin potencia para frenar el descenso de la aeronave y proporcionar una medida de control, lo que generalmente permite un aterrizaje de emergencia seguro incluso sin potencia del motor.

## Causas
Las fallas del motor pueden ser causadas por problemas mecánicos en el propio motor, como daños en partes de la turbina o fugas de aceite, así como por daños externos al motor, como problemas con la bomba de combustible o contaminación del combustible. Una falla del motor de turbina también puede ser causada por factores completamente externos, como cenizas volcánicas, impactos de aves o condiciones climáticas como precipitaciones o formación de hielo. Los riesgos climáticos como estos a veces se pueden contrarrestar mediante el uso de sistemas de encendido complementario o antihielo.

## Clasificación
Las fallas del motor pueden clasificarse como "contenidas" o "no contenidas".
- Una falla contenida del motor es aquella en la que todos los componentes rotatorios internos permanecen dentro o incrustados en la carcasa del motor (incluyendo cualquier envoltura de contención que sea parte del motor), o salen del motor a través del tubo de escape[10] o la entrada de aire.[11]
- Un evento de motor no contenido ocurre cuando una falla del motor da como resultado que fragmentos de partes giratorias del motor penetren y escapen a través de la carcasa del motor.

La distinción técnica muy específica entre una falla de motor contenida y no contenida se deriva de los requisitos reglamentarios para el diseño, las pruebas y la certificación de motores de aeronaves según la Parte 33 de las Regulaciones Federales de Aviación de los Estados Unidos, que siempre ha requerido que los motores de turbina de las aeronaves estén diseñados para contener los daños resultantes de la falla de las palas del rotor. Según la Parte 33, los fabricantes de motores deben realizar pruebas de desprendimiento de palas para garantizar la contención de la metralla si se produce la separación de las palas. Los fragmentos de palas que salen de la entrada o el escape aún pueden representar un peligro para la aeronave, y esto debe ser considerado por los diseñadores de la aeronave. Una falla de motor nominalmente contenida aún puede resultar en que partes del motor salgan de la aeronave siempre que las partes del motor salgan a través de las aberturas existentes en la entrada o salida del motor, y no creen nuevas aberturas en la contención de la caja del motor. Los fragmentos de las palas del ventilador que salen por la entrada también pueden provocar que partes de la estructura del avión, como el conducto de entrada y otras partes de la góndola del motor, se desprendan del avión debido a la deformación provocada por la energía cinética residual del fragmento de las palas del ventilador.
La contención de piezas rotativas defectuosas es un proceso complejo que implica interacciones de alta energía y alta velocidad de numerosos componentes del motor ubicados localmente y de forma remota (por ejemplo, álabes defectuosos, otros álabes, estructura de contención, carcasas adyacentes, cojinetes, soportes de cojinetes, ejes, álabes y componentes montados externamente). Una vez que comienza el evento de falla, pueden ocurrir eventos secundarios de naturaleza aleatoria cuyo curso y conclusión final no se pueden predecir con precisión. Algunas de las interacciones estructurales que se ha observado que afectan la contención son la deformación y/o deflexión de álabes, carcasas, rotor, bastidor, entrada, bandas de fricción de la carcasa y la estructura de contención.
Las fallas no contenidas de los discos de turbina de un motor de avión representan un peligro directo para el avión, su tripulación y sus pasajeros, ya que los fragmentos de disco de alta energía pueden penetrar la cabina o los tanques de combustible, dañar las superficies de control de vuelo o cortar los fluidos inflamables o las líneas hidráulicas. Las carcasas de los motores no están diseñadas para contener discos de turbina defectuosos. En cambio, el riesgo de falla no contenida de los discos se mitiga designando los discos como partes críticas para la seguridad, definidas como las partes de un motor cuya falla es probable que represente un peligro directo para la aeronave.

## Fallas durante el despegue
El procedimiento de despegue de una aeronave propulsada por turbina está diseñado para garantizar que una falla del motor no ponga en peligro el vuelo. Esto se hace planificando el despegue en torno a tres velocidades V críticas, V1, VR y V2. La V1 es la velocidad crítica de reconocimiento de falla del motor, la velocidad a la que se puede continuar un despegue con una falla del motor y la velocidad a la que ya no se garantiza la distancia de frenado en caso de un despegue abortado. El VR es la velocidad a la que se levanta la nariz del avión de la pista, un proceso conocido como rotación. El V2 es la velocidad de seguridad con un solo motor, la velocidad de ascenso con un solo motor. El uso de estas velocidades garantiza que se disponga en todo momento de suficiente empuje para continuar el despegue o de suficiente distancia de frenado para lograr detenerse en caso de un despegue fallido.

## Fallas de operaciones prolongadas
Para permitir que los aviones bimotores vuelen rutas más largas que se encuentren a más de una hora de un aeropuerto de desvío adecuado, se utiliza un conjunto de normas conocidas como ETOPS (Extended Twin-engine Operational Performance Standards) para garantizar que una aeronave propulsado por dos motores de turbina pueda llegar de forma segura a un aeropuerto de desvío después de una falla o apagado del motor, así como para minimizar el riesgo de otra falla. El ETOPS incluye requisitos de mantenimiento, como inspecciones frecuentes y meticulosamente registradas y requisitos de operación, como capacitación de la tripulación de vuelo y procedimientos específicos de ETOPS.

## Fallos que no son fallas del motor
La mayoría de las fallas durante el vuelo son inofensivos y es probable que pasen desapercibidos para los pasajeros. Por ejemplo, puede ser prudente que los pilotos apaguen un motor y realicen un aterrizaje de precaución en caso de una advertencia de baja presión de aceite o alta temperatura del aceite en la cabina de vuelo. Sin embargo, los pasajeros de una aeronave a reacción pueden alarmarse bastante por otros eventos del motor, como una sobrecarga del compresor, un mal funcionamiento que se caracteriza por fuertes estallidos e incluso llamas provenientes de la entrada y el tubo de escape del motor. Una sobrecarga del compresor es una interrupción del flujo de aire a través de un motor a reacción de turbina de gas que puede ser causada por el deterioro del motor, un viento cruzado sobre la entrada del motor, acumulación de hielo alrededor de la entrada del motor, ingestión de material extraño o una falla de un componente interno, como una pala rota. Si bien esta situación puede ser alarmante, el motor puede recuperarse sin daños.
Otros eventos que pueden ocurrir con los motores a reacción, como una falla en el control de combustible, pueden resultar en un exceso de combustible en la cámara de combustión del motor. Este combustible adicional puede provocar llamas que se extiendan desde el tubo de escape del motor. Por alarmante que parezca, en ningún momento el motor en sí está en llamas.
Además, la falla de ciertos componentes del motor puede provocar una liberación de aceite en el aire de purga que puede causar un olor o una neblina aceitosa en la cabina. Esto se conoce como smoke event. Los peligros de los smoke event son tema de debate tanto en la aviación como en la medicina.